# レツ (漫画家)
レツ（1985年10月7日 - ）は、日本の漫画家。

## 略歴
- 2010年：第73回（2010年下半期）赤塚賞にて、「ブレイクファースター」で佳作受賞。
- 2011年：『ジャンプNEXT!』2011SPRINGに掲載された「現存!古代生物史パッキー」でデビュー。
- 2011年-2012年：『週刊少年ジャンプ』2011年49号から2012年23号まで初連載「現存!古代生物史パッキー」を連載。
- 2014年：『少年ジャンプ+』にて「ハイキュー!!」スピンオフ作品「れっつ!ハイキュー!?」、オリジナル作品「門番カエルはしゃがみたい」を連載。

## 作品リスト

### 連載
- 現存!古代生物史パッキー（『週刊少年ジャンプ』2011年49号 - 2012年23号）全2巻
- れっつ!ハイキュー!?（少年ジャンプ+ 2014.09.22-2022.11.12）全11巻
- 門番カエルはしゃがみたい（少年ジャンプ+ 2014.09.22-2015.02.06）全1巻
- ぼくたちぜんぜん恐くない竜（『勉タメジャンプ』2023 SPRING[1] - ）

### 読み切り
- 現存!古代生物史パッキー（『ジャンプNEXT!』2011SPRING） - 読切19P、デビュー作。
- 世界遺産大戦 パルテノンくん（『週刊少年ジャンプ』2014年8号）